# Carta Marina

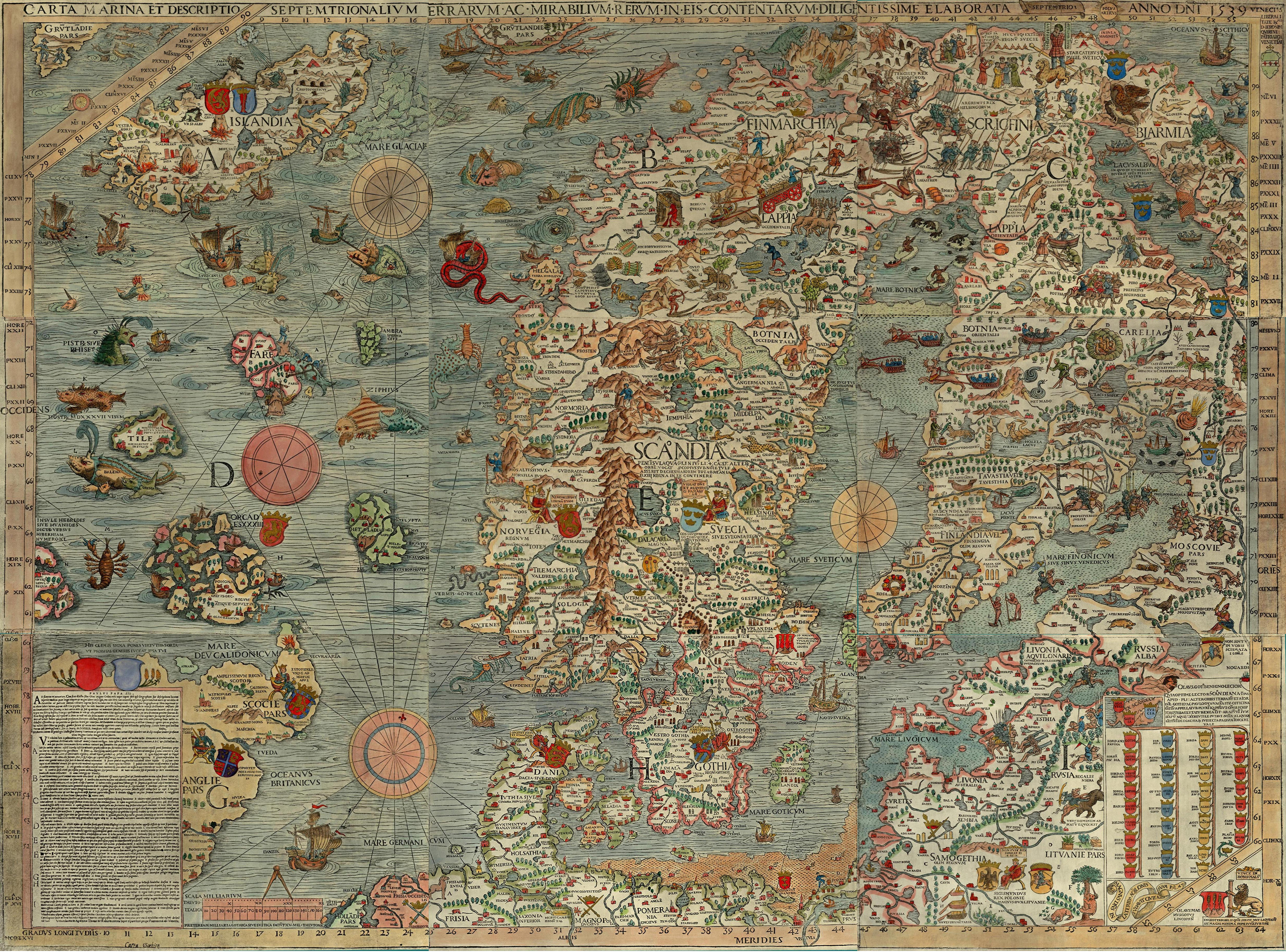
La Carta Marina de Olaus Magnus.

La Carta Marina es el más antiguo, correcto y estético mapa sobre los países nórdicos que contiene detalles y nombres de lugares. Sus dimensiones son 1,70 × 1,25 Metros (anchura × altura) y fue creado por el sueco Olaus Magnus (1490-1557), temporalmente en visita diplomática en Roma para el gobierno sueco. Sin embargo, esta situación resultó ser permanente (porque su hermano Johannes Magnus entró en enemistad religiosa con Gustavo I de Suecia).
El mapa es el resultado de mucho trabajo dedicado, empleándose doce años para terminarlo. Las primeras copias se imprimieron en 1539 en Venecia.
El hecho que sólo unas pocas copias se imprimieran y el papa Paulo III publicase un «derecho de autor» que duró 10 años, puede explicar por qué se olvidó de repente cuando desapareció en 1574. La gente se preguntó luego si era un mito o si realmente había existido. Sin embargo, en 1886 el Dr. Oscar Brenner encontró una copia en el Hof- y Staatsbibliothek en Múnich, Alemania, donde se guarda actualmente. Más recientemente, otra copia fue descubierta en Suiza en 1961. Fue, sin embargo, vuelta a comprar por Suecia en 1962 para la Biblioteca de la Universidad de Upsala y a día de hoy (2007) se encuentra almacenada en el edificio Carolina Rediviva.

### Imágenes digitales del ejemplar de Munich
- Magnus, Olaus (1539). «Carta Marina Et Descriptio Septemtrionalium Terrarum Ac Mirabilium Rerum In Eis Contentarum Diligentissime Elaborata Anno Dni 1539». Münchener Digitalsierungszentrum - Digitale Sammlungen. Bayerische Staatsbibliothek. Consultado el 16 de noviembre de 2017.

### Imágenes digitales del ejemplar de Uppsala
- Magnus, Olaus (1539). «Carta Marina et descriptio septemtrionalium terrarum : ac mirabilium rerum in eis contentarum diligentissime elaborata anno dni 1539». Alvin-portal.org. Plattform för digitala samlingar och digitaliserat kulturarv. Alvin konsoritium (universitetsbiblioteken i Uppsala, Lund och Göteborg). Consultado el 16 de noviembre de 2017.
- "University of Minnesota Carta Marina" - Reproducción del ejemplar de Uppsala coloreada por autor desconocido.

### Imágenes digitales de obras derivadas
- Lafreri, Anton (1572). «Carta marina, adaptation from 1572, colored afterwards». LIBRIS – nationella bibliotekssystem. Kungliga biblioteket. Consultado el 16 de noviembre de 2017.
- Carta Marina, edición de Lafreris de 1572 en la World Digital Library (edición publicada por Antoine Lafréry (1512 - 1577) en 1572, digitalizada por la  Biblioteca nacional de Suecia. El coloreado es posterior.

- Datos: Q161055
- Multimedia: Carta marina / Q161055